# تئلئوت‌ها

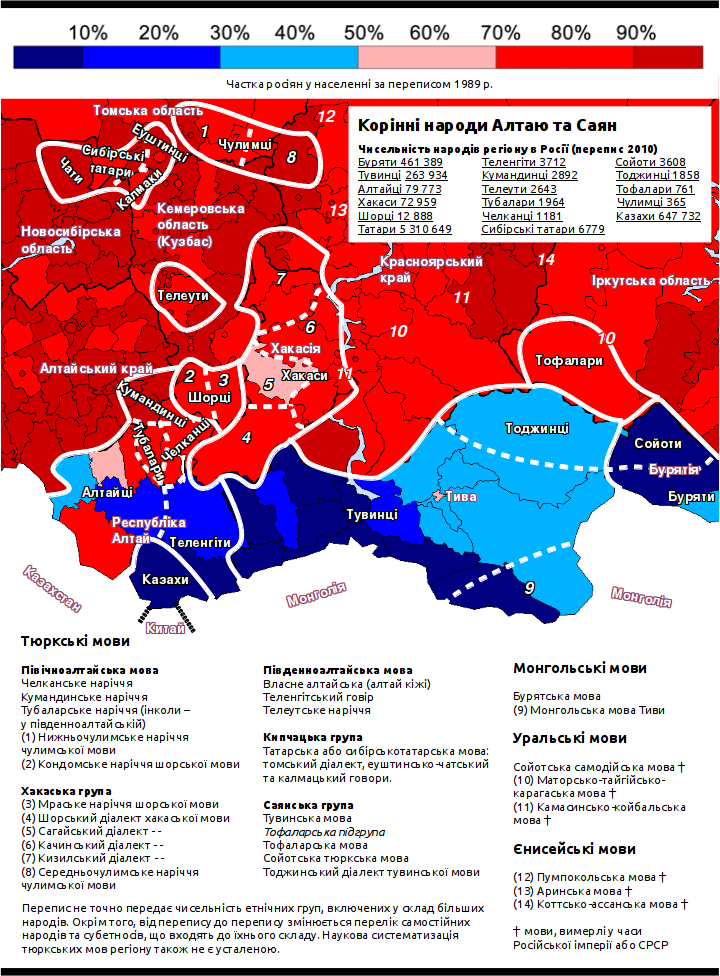
مردم آلتای

تئلئوت‌ها قوم ترک تباری است که در ایالت کمروو روسیه زندگی می‌کند. براساس سرشماری سال ۲۰۰۲، ۲٬۶۵۰ تئلئوت در روسیه وجود داشته‌است. زبان آنها به عنوان یک گویش جنوبی در گروه گویش‌ها به نام زبان آلتای طبقه‌بندی می‌شود.

## تاریخ
تئلئوت‌ها زمانی بخشی از مردم تئلئ بودند. آنها تحت حکومت ترکان خاقانت قرار گرفتند. نزدیک اواخر قرن شانزدهم میلادی جمعیت آنها به ۴۰۰۰ چادر رسیده‌است.
روسها کنترل منطقه را به دست آوردند و متعاقب آن تئلئوت‌ها رعیت آنها شدند. روس‌ها علی‌رغم تفاوت‌های قومی و زبانی بین قالمیق و تئلئوت‌ها، آنها را «قالمیق سفید» می‌نامیدند.
اکثر تئلئوت‌ها در امتداد رودخانه بزرگ و کوچک باچات در استان کمروو زندگی می‌کنند. با این حال تعدادی از تئلئوت‌ها نیز در جمهوری آلتای زندگی می‌کنند.

## دین
بیشتر تئلئوت‌ها مسلمانان اهل سنت هستند.